# Pont Amont
Pour les articles homonymes, voir Amont.
Le pont Amont est un pont situé à Paris, le premier de la ville à franchir la Seine lorsqu'on suit le cours du fleuve.

## Historique
Il fut conçu par les architectes Depaquit, Rousselin, Dambre et Herzog et édifié entre les années 1967 et 1969.

## Description

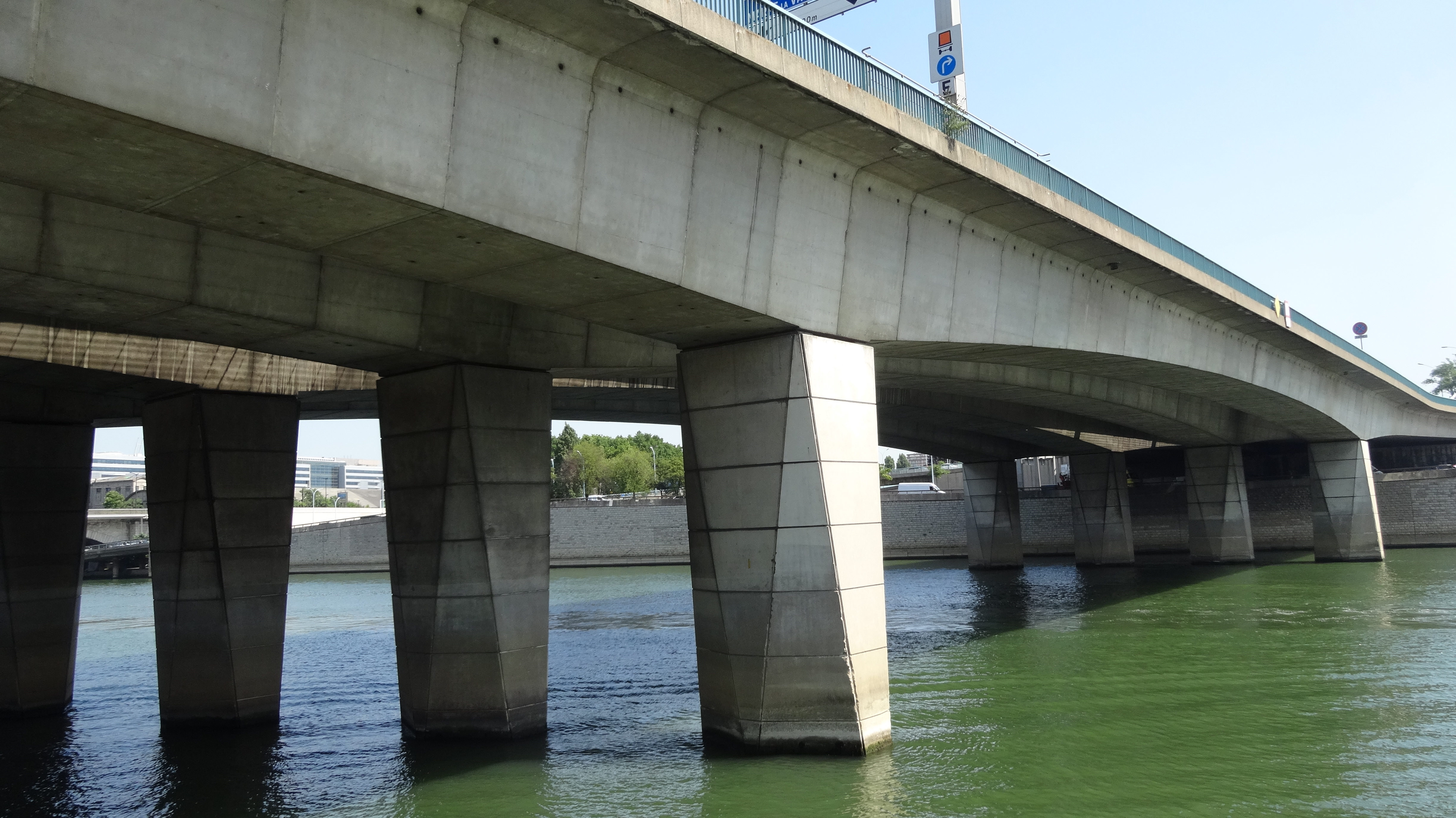
Vue de l'ouvrage depuis le quai Marcel-Boyer à Ivry-sur-Seine.

Il est situé au sud-est de la ville, dont la limite administrative (avec Ivry-sur-Seine et Charenton-le-Pont) se situe à quelques mètres en amont. Il relie le 12e arrondissement et le quai de Bercy (à l'est) au 13e arrondissement et au quai d'Ivry (à l'ouest). Il possède 4 travées.
Il s'agit d'un pont exclusivement automobile, utilisé par le boulevard périphérique, dont le joint de dilatation du pont vers la porte de Bercy constitue le point kilométrique 0 (l'incrémentation se faisant alors dans le sens des aiguilles d'une montre).
D'une longueur totale de 270 m (le deuxième plus long pont de Paris après son homologue aval), le pont amont fut inauguré en 1969. Il ne porte par ailleurs aucun nom officiel, la désignation « amont » lui ayant été consacrée par l'usage.